# Glomeromycetes

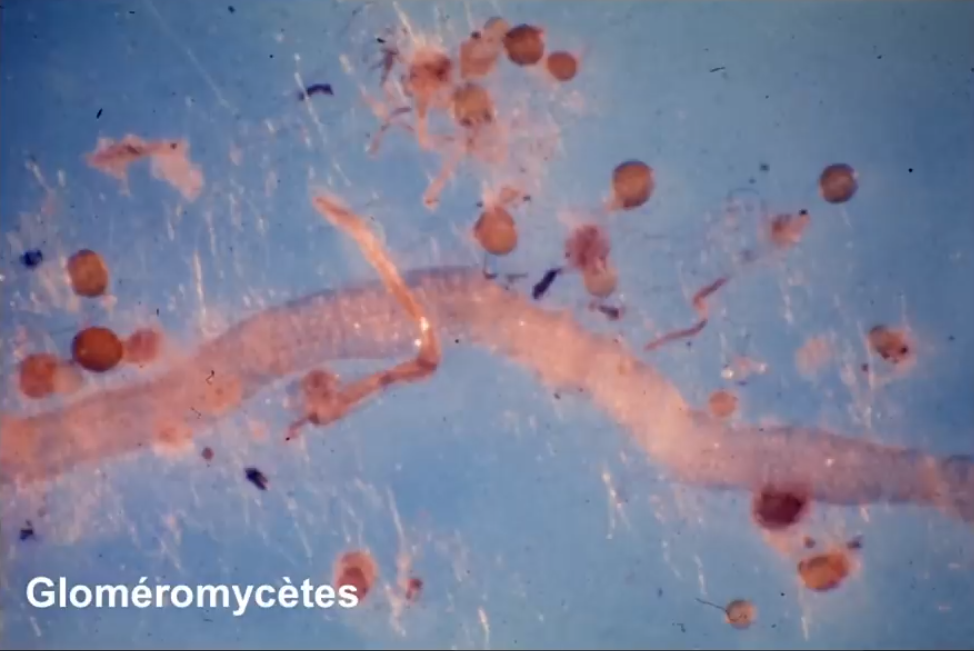
Hifa e esporos de Glomeromycetes

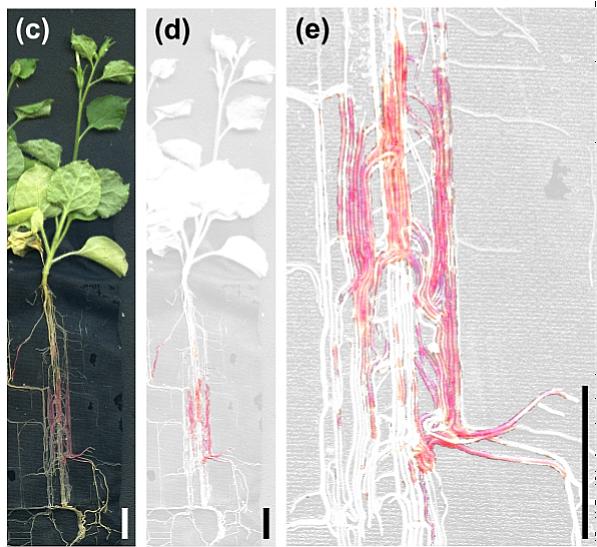
Micorriza de Rhizophagus irregularis num pé de tabaqueiro.

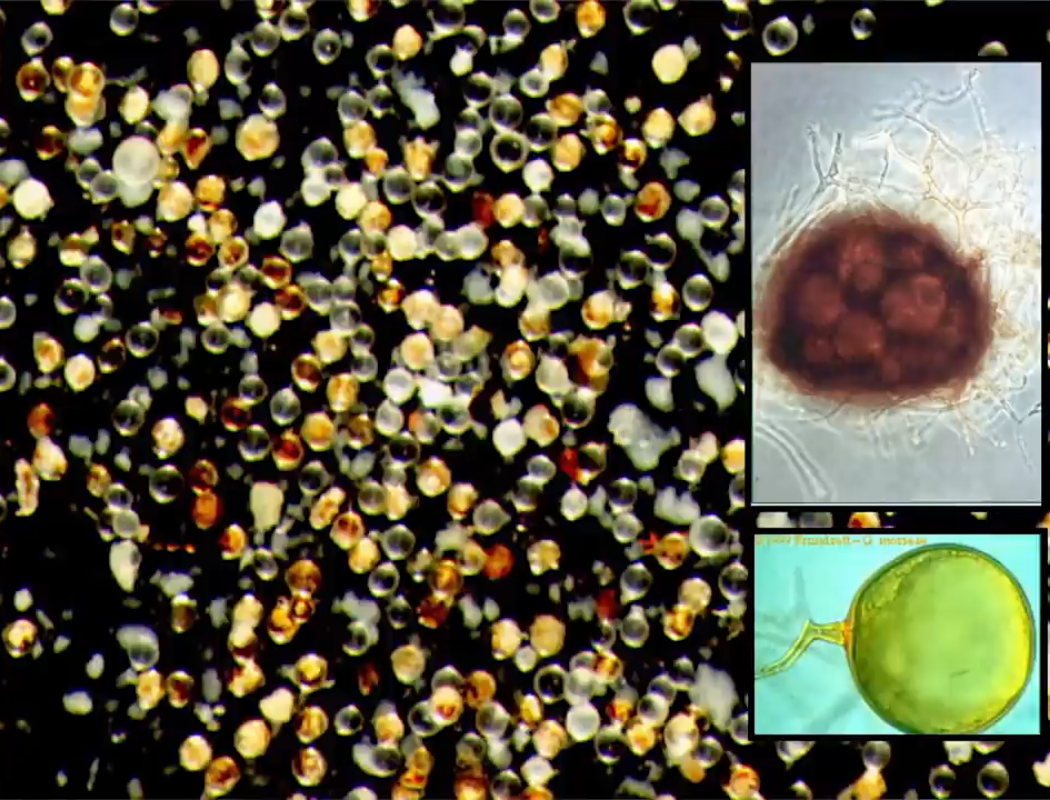
Espoross de Glomeromycetes recolhidos de um solo

Glomeromycetes é uma classe fungos da divisão Glomeromycota que agrupa organismos simbióticos formadores de micorrizas arbusculares. Apesar de ser um grupo pouco conspícuo, dado o tamanho e habitat no solo e em raízes, estes fungos são ecologicamente essenciais pelo seu papel como formadores de endomicorrizas que lhe permitem viver em simbiose com as raízes de um grande número de espécies de plantas. A classe inclui cerca de 250 espécies repartidas por três ordens.

## Descrição
Os membros da classe Glomeromycetes são exclusivamente organismos de que se apenas se conhecem formas microscópicas. Produzem grandes esporos subterrâneos, que medem 0,1 a 0,4 mm de diâmetro, que quando germinam desenvolvem uma hifa, medindo apenas 0,001 mm mm de diâmetro, que é atraída pelos açúcares libertados pelas raízes das plantas. Uma vez estabelecido o encontro, o fungo substitui um dos pelos radiculares e funde-se com os tecidos da raiz para formar endomicorrizas arbusculares. Isso permite que o fungo forneça água e sais minerais para a planta e a planta forneça em troca açúcares e ácidos gordos.
Mais precisamente, essas hifas são designadas por hifas cenocíticas porque a sua multiplicação vegetativa é feita assexuadamente pelo desenvolvimento blástico da ponta da hifa para produzir esporos ou glomerósporos com um diâmetro de 80 a 500 μm. Em alguns casos, são formados esporos complexos num sáculo terminal.
Cerca de 71% das plantas formam associações endomicorrizícas simbióticas com fungod glomeromicetos que já acompanhavam as plantas quando estas emergiram da água. Ao contrário dos
fungos ectomicorrízicos que não estão presentes fora do hemisfério norte, este grupo está presente em todo o planeta.
Numa pastagem típica da Europa Ocidental, cada centímetro cúbico de solo contém entre 0,1 e 10 km de hifas de fungos microscópicos pertencentes a este grupo. A associação entre o fungo e a planta hospedeiro é renovada em cada ano e é cosntituída sempre que ambos os mebros se encontrem, desde que haja condições edafoclimáticas adequadas. No entanto, na agricultura, o cultivo danifica o micélio e a adubação do solo limita a interação, enquanto fungicidas usados no controlo de fungos patogénico e herbicidas, como o glifosato, também são prejudiciais para os Glomeromycetes.

## Taxonomia
Cerca de 230 espécies destes fungos estão validamente descritas, mas provavelmente há muitas mais. Os Glomeromycetes foram tradicionalmente classificados dentro do grupo de fungos Zygomycetes (antiga divisão Zygomycota), agrupamento entretanto abandonado porque comprovadamente polifilético).

### Classificação
Por muito tempo, fungos formadores de micorrizas arbusculares foram considerados como parte do género Endogone na divisão Zygomycetes. Em seguida, vários géneros foram identificados e, em 1990 foi descrita a ordem Glomerales, constituída por três famílias. De acordo com a classificação filogenética dos fungos zigomicetos de 2016, os fungos formadores de micorrizas arbusculares pertencem à divisão Mucoromycota, na qual são distinguidos na subdivisão Glomeromycotina com uma única classe, os Glomeromycetes. Na sua presente circunscrição taxonómica, esta classe inclui quatro ordens: Archaeosporales, Glomerales, Diversisporales e Paraglomerales. A maior ordem é Glomerales, e no total conhecem-se cerca de 230-250 espécies na subdivisão Glomeromycotina.
| Lista de ordens e famílias Glomeromycetes (com o número de espécies incluídas) |                                                              |            |
| Ordem                                                                          | Família                                                      | Espécies   |
| Glomerales                                                                     | Glomeraceae Claroideoglomeraceae                             | 108 6      |
| Diversisporales                                                                | Diversisporaceae Gigasporaceae Acaulosporaceae Pacisporaceae | 10 53 38 7 |
| Archaeosporales                                                                | Archaeosporaceae Ambisporaceae Geosiphonaceae                | 2 9 1      |
| Paraglomerales                                                                 | Paraglomeraceae                                              | 3          |
| Família em incertae sedis                                                      | Entrophosporaceae                                            | 3          |

Alguns autores, baseados em dados moleculares e morfológicos, propõem dividir a divisão Glomeromycota em três classes: Glomeromycetes, Archaeosporomycetes e Paraglomeromycetes. A primeira classe é proposta para incluir as ordens Glomerales, Diversisporales e a nova ordem Gigasporales, as outras duas — Archaeosporales e Paraglomales, respectivamente.